# Phallus Dei
Phallus Dei ist das Debütalbum der deutschen Psychedelic-Rock-Band Amon Düül II und gilt als Klassiker des Krautrock.

## Entstehung und Stil
Das 1969 aufgenommene Album war das Ergebnis der Spaltung der Amon-Düül-Kommune in München und zeichnet sich aus durch mehrschichtige Gitarren, abstrakte Perkussion und Texte, gesungen in einem archaischen Deutsch.
Es wurde 1988 vom Label Mantra auf CD und von Repertoire Records im Jahr 1993 neu aufgelegt. 2001 wurde es von Eroc digital remastered und enthielt zwei zusätzliche Tracks: Freak Out Requiem (Parts I-IV) sowie Cymbals in the End. Die 2006 neu gemasterte Wiederveröffentlichung auf dem Label Revisited Records enthält zwei Bonustracks: TouchMaPhal (10:17) und I Want the Sun to Shine (10:32). Die Bonussongs der Wiederveröffentlichung von 2001 sind darin nicht mehr enthalten.

## Titelliste
Titel der erstmaligen Veröffentlichung 1988. Alle Stücke wurden von Amon Düül II geschrieben.
1. Kanaan – 4:02
2. Dem Guten, Schönen, Wahren – 6:12
3. Luzifers Ghilom – 8:34
4. Henriette Krötenschwanz – 2:03
5. Phallus Dei – 20:48

## Besetzung
- Dieter Serfas: Schlagzeug, Perkussion
- Peter Leopold: Schlagzeug, Piano
- Shrat (Christian Thierfeld): Bongos, Gesang, Geige
- Renate Knaup: Gesang, Tamburin
- John Weinzierl: Gitarren
- Chris Karrer: Gesang, Gitarren, Geige, Saxophon
- Falk Rogner: Synthesizer
- Dave Anderson: Bass

Mit:
- Holger Trülzsch: Davul
- Christian Burchard: Vibraphon